# Druga soška bitka
Druga soška bitka je bila bitka med vojskama Kraljevine Italije in Avstro-Ogrsko na italijanskem bojišču med prvo svetovno vojno, potekala pa je med 18. julijem in 3. avgustom 1915.
Po italijanskem porazu v prvi soški bitki je Antanta od Cadorne zahtevala, da čim prej načrtuje nov napad. Medtem so Avstrijci preusmerili gradnjo obrambne črte v notranjosti države na utrjevanje položajev v Posočju, polni zagona zaradi zavedanja, da lahko vzdržijo napade Italijanov. Druga bitka je trajala 17 dni in v italijanskih vrstah zahtevala trikrat več žrtev kot v prvi za le košček kraške planote, medtem ko so Avstrijci izgubili petkrat več mož. V slabih treh tednih je na obeh straneh umrlo več kot štirideset tisoč vojakov.

## Priprave na bitko
V enajstih dneh med prvo in drugo bitko sta obe strani okrepili svoje vrste. General Borojević je peto armado v Doberdobu, ki je bil tokrat cilj italijanske vojske, okrepil s tremi divizijami, kar pomeni, da je imela 129 bataljonov s 103 tisoč vojaki in 430 topov. Italijanska vojska se je okrepila na skoraj 300 tisoč mož in imeli so dvakrat več topov kot Avstrijci. 

## Sprememba taktike
Luigi Cadorna je moral po porazu v prvi bitki spremeniti taktiko. Topniška priprava je trajala le osem ur (od štirih zjutraj do poldneva), nato je poslal pehoto, ki se je z Avstrijci spopadla mož na moža. Italijansko topništvo tokrat ni obstreljevalo po vsej bojni črti, ampak je previdno ciljalo avstrijske položaje na Doberdobski planoti in na goriškem mostišču. Uporabili so t.i. "bobneči ogenj" (nemško "Trommelfeuer"), med katerim se na določen položaj obenem zgrne toča izstrelkov. Gre za predhodnika "bombardiranja v preprogi" (carpet bombing). 

## Debela griža (italijanskoMonte San Michele
Italijani so po hudem boju 23. julija osvojili Debelo grižo (italijansko Monte San Michele), med intenzivnim bombardiranjem pa avstrijska rezerva ni mogla izvesti protinapada. A Italijani so položaj obdržali le do naslednjega jutra, saj so se začeli vkopavati, namesto da bi zdesetkane avstrijske enote pokončali do konca. Slednji so se čez noč okrepili in z ogromnimi izgubami pregnali napadalce.
Pobočje hriba je bilo polno trupel, zato so se zelo hitro razmnožile podgane, z njimi pa bolezni. Na italijanski strani je zaradi tifusa in kolere zbolelo več kot 15.000 vojakov, na avstro-ogrski strani pa 6.400.

## Posočje
Po porazih na Krasu so se Italijani obrnili na sever in napadli odsek od Tolmina do Rombona. Njihov načrt je bil okupirati Krnsko pogorje, tolminsko mostišče in Bovško kotlino. Na Batognici so med 19. in 21. julijem osvojili koti 2163 in 1931, ob močnem obstreljevanju artilerije se jim je uspelo prebiti do nasprotnikovih rovov in jih z neposrednim bojem pregnali. Na območju poldrugega hektara je umrlo 1.300 cesarjevih vojakov. Italijani so Avstrijce pregnali tudi iz Bovca.

## Vrhunec bojev
Vrhunec bojev se je zgodil 25. in 26. julija, ko so Italijani ponovili napad na Doberdobsko planoto, tokrat odločneje. A zaradi zgrešene taktike so jih Avstrijci znova odbili. Kljub močnejši artileriji je Cadorna ohranil taktiko pehotnega napada, kjer so vojaki v strnjenih vrstah tekli pred avstrijska strojnična gnezda. Avstrijski mitraljez je takrat lahko izstrelil šest nabojev na sekundo, zato je zlahka ustavil polk s 600 ljudmi.
Na Debeli griži je bila zgodba obratna. Hrvaški bataljon 96. pehotnega polka se je iz zaledja premaknil na bojno črto blizu Debele griže (italijansko Monte San Michele), a še preden so se ustalili na svojem položaju, so jih Italijani začeli obstreljevati z mitraljezi in topništvom. V manj kot minuti so pokosili skoraj 500 vojakov.

## Razblinjene sanje o kratki vojni
- Kljub temu, da so Italijani med drugo soško bitko pridobili za ped več ozemlja kot v prvi, je bilo zdaj jasno, da njihovi načrti o italijanski verziji blitzkriega do Ljubljane niso uresničljivi. Avstro-ogrska propaganda je konec julija poročala, da je Italija dotlej izgubila skoraj 200 tisoč mož, pesnik D'Annunzio pa naj bi z letala na Trst metal letake s svojimi verzi bodril rojake.

Med drugo in tretjo soško bitko je dva meseca in pol uradno vladalo zatišje, a zares orožje ni utihnilo. Italijanski general Nicolis de Robilant je s svojim IV. korpusom 12. avgusta začel z dvodnevnim topniškim obstreljevanjem na vsej frontni črti, nato pa napadel v smeri Sv. Lucije (danes Most na Soči), kjer so Avstrijci imeli glavno železniško postajo na tem območju. Topništvo je pomorilo ogromno avstrijskih branilcev, a kljub temu jim je z mitraljezi uspelo ubraniti napade. Vse do 22. avgusta so Italijani poskušali z juriši, četudi so vsakič izgubili na stotine vojakov.
De Robilant je napadel tudi Mrzli vrh, a ga je bošnjaški bataljon uspešno pregnal. Nato je poskusil s tretjim napadom, tokrat na Rombonu, najvišjem vrhu soške fronte. Italijani so po hudih bojih zasedli sosednji hrib Čukla, a jih je slovenski bataljon pregnal nazaj v dolino.